# Giovanni dalle Bande Nere

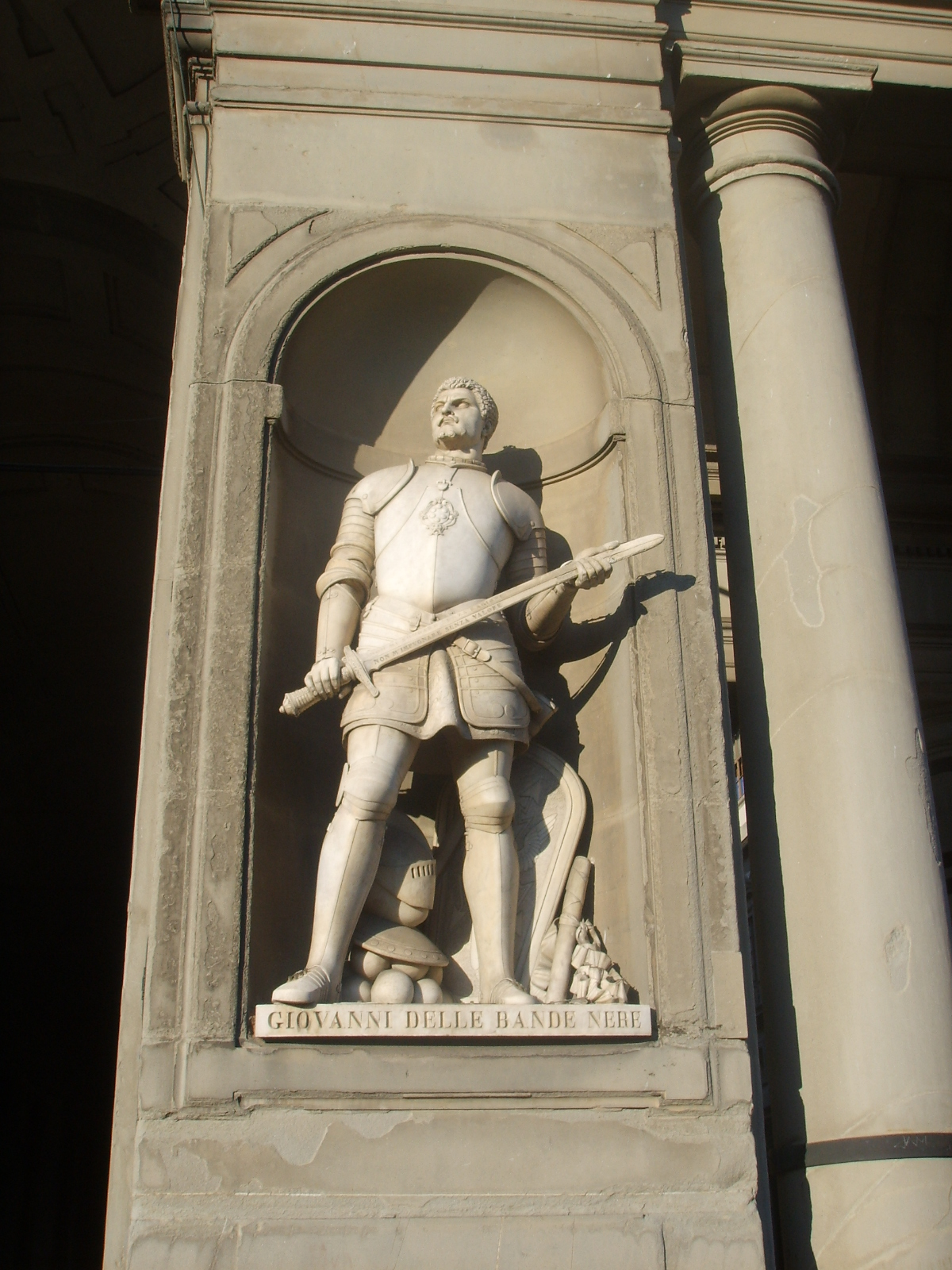
Staty i Uffizierna

Lodovico de' Medici, även Giovanni dalle Bande Nere, född 5 april 1498 i Forlì, död 30 november 1526 i Mantua, var en italiensk kondottiär.

## Uppväxt
Giovanni föddes i den norditalienska staden Forlì som son till Giovanni de' Medici (även känd som il Popolano) och Caterina Sforza, en av de mest kända renässanskvinnorna i Italien.
Redan under tidig ålder uppvisade han ett stort intresse och förmåga för fysisk träning, särskilt stridskonster som ridning, svärdfäktning, etcetera. Han begick sitt första mord som tolvåring och bannlystes vid två tillfällen från Florens för sitt beteende, som även innefattade våldtäkt på en 16-årig pojke då Giovanni själv var 13 år gammal. Giovanni fick en son, Cosimo (1519–1574), som senare skulle bli storhertig av Toscana.

## Legosoldat
Giovanni blev kondottiär, det vill säga legosoldat, och uppnådde kaptens grad i påven Leo X:s (Giovanni di Lorenzo de' Medici) tjänst och 5 mars 1516 ledde han kriget i Urbino mot Francesco Maria I della Rovere. Därefter satte han upp en egen skvadron, specialiserad på en förödande kringgångstaktik och bakhåll. År 1520 besegrade han flera lokala krigsherrar i regionen Marche. Året därpå ingick Leo X en allians med kejsar Karl V mot kung Frans I av Frankrike i syfte att återta Milano, Parma och Piacenza. Giovanni kallades in och ställdes under Prospero Colonnas befäl, varpå man besegrade de franska styrkorna vid Vaprio d'Adda i november 1521.
Som ett sorgtecken efter Leo X:s död 1 december 1521 bar Giovanni svarta band på sin uniform. Han fick då tillnamnet Giovanni dalle Bande Nere, Giovanni av de Svarta Banden. I augusti 1523 kontrakterades han av tysk-romerska rikets armé och i januari 1524 besegrade han franska och schweiziska styrkor vid Caprino Bergamasco. Samma år valdes ytterligare en medlem av familjen Medici till påve. Hans namn var Giulio di Giuliano och han antog namnet Clemens VII. Den nye påven betalade Giovannis skulder, men krävde i gengäld att han skulle ställa sig på fransk sida i den pågående konflikten. Han deltog inte i slaget vid Pavia, men skadades allvarligt i en annan drabbning och fick senare ta sig till Venedig för att tillfriskna.
År 1526 bröt det sjunde italienska kriget ut. Den cognaciska ligans ledare, Francesco Maria I della Rovere, övergav Milano vid åsynen av den tysk-romerska arméns styrkor under ledning av Georg von Frundsberg. Giovanni lyckades besegra landsknektarnas arriärgarde där floderna Mincio och Po möts.

## Död
På kvällen den 25 november 1526 skadades Giovanni i strid nära Governolo av eld från en falkon. Enligt en samtida redogörelse av Luigi Guicciardini krossade kulan Giovannis högra ben precis ovanför knäet  och han bars till San Nicolò Po, inte långt från Bagnolo San Vito, men man fann ingen läkare som kunde behandla honom. Han togs därför till Aloisio Gonzaga, markis av Castel Goffredo i Mantua, där kirurgen Abramo, som vårdat Giovanni två år tidigare, amputerade hans ben. För att kunna genomföra operationen beordrade Abramo 10 man att hålla fast Giovanni.
Pietro Aretino, som bevittnade operationen, skrev i ett brev till Francesco Albizi:
| ” | "Inte ens tjugo man" log Giovanni och sade, "skulle kunna hålla fast mig", och han tog ett stearinljus i sin hand, så han kunde lysa över sig själv. Jag sprang iväg, och då jag höll för öronen kunde jag bara höra två röster, och sedan hans rop på mig, och då jag kom tillbaka sade han "jag är frisk nu", och han vände sig till alla i stor glädje. | „ |

Trots operationen avled Giovanni de' Medici fem dagar senare, 30 november 1526, sannolikt av blodförgiftning.
År 2012 exhumerades (öppnande av graven) Giovannis och hans hustrus kvarlevor, dels i syfte att konservera dem, eftersom de allvarligt skadats då floden Arno svämmade över år 1966, dels för att fastställa dödsorsaken. De första resultaten visade att hans ben amputerats nedanför knäet. Låret befanns oskadat, även om samtida vittnesmål hävdade att han träffats ovanför knäet. Tibia och fibula, benen i underbenet, visade sig vara kapade vid amputationen. Femur var inte skadat. Den troliga dödsorsaken är numer kallbrand.

## Arv
Giovannis förtida död ses som ett metaforiskt tecken på att kondottiärernas tid var över. Deras taktik, som grundades på beridna riddare i rustning, var i praktiken föråldrad på grund av utvecklingen av kanonen som rörligt understödsvapen. Han är därför känd som den sista av de stora italienska kondottiärerna. Detta rykte har delvis hållits vid liv genom renässansförfattaren, satirikern, dramatikern och "prinsplågaren" Pietro Aretino, som var Giovannis nära vän och emellanåt följeslagare.